# 高鐵台中站 (台中捷運)
高鐵台中站位於臺中市烏日區，為臺中捷運綠線之捷運車站，與臺鐵新烏日車站與高鐵台中站共站，是台中捷運唯一三鐵共站車站，也是台中捷運目前唯一島式月台。

## 歷史
- 2013年3月1日 - 工程開始[3]（pp. 4-5）。
- 2018年6月30日 - 公告站名[4]。
- 2020年
  - 5月 - 站名更改（台中高鐵→高鐵台中）[5]。
  - 11月16日 - 試營運（至12月15日4週間免費）[6]。
  - 11月22日 - 連接器牽引裝置軸心斷裂，試營運中止[7]。
  - 12月19日 - 原定正式營運日[6]。
- 2021年
  - 3月25日 - 重啟試營運（至4月23日30日間持IC卡免費。4月24日休息）[8]。
  - 4月25日 - 正式營運[8]。

## 車站概要
本站位於高鐵一路與站區二路口附近（高鐵一路南側，臺鐵新烏日車站北側）。本站原訂站名為「台中高鐵站」而引發討論，2020年更名為高鐵台中站；車站編號為119。

## 車站構造
- 地面車站。
- 預定設置島式月台一座。
- 本站與臺鐵新烏日車站及高鐵台中站共站。

### 車站樓層
| 地上 二樓          | 穿堂層                             | 自動售票處、驗票閘門 人行通道（與新烏日車站及高鐵台中站連通） |
| 地面               |                                    |                                                               |
| ①號月台            | 綠線 往北屯總站方向（烏日站）      |                                                               |
| 島式月台，左側開門 |                                    |                                                               |
| ②號月台            | 終點站 旅客下車月台 不提供載客服務 |                                                               |

### 車站出口
本站共有3個出入口，其中的出入口2位於高鐵一路北側，出入口1位於2樓可以前往高鐵台中站大廳，出入口3位於2樓可以前往臺鐵臺中線新烏日站大廳。
| 出入口                          | 圖片 | 位置                       |
| ------------------------------- | ---- | -------------------------- |
| 出入口1                         |      | 連通道至高鐵台中站的大廳層 |
| 出入口2 · 設有電梯 · 設有手扶梯 |      | 高鐵一路北側               |
| 出入口3                         |      | 連通道至新烏日車站的大廳層 |
| 註： 設有電梯 \| 設有手扶梯     |      |                            |

## 利用狀況
截至2023年，高鐵台中站每日進出人次為13,879人次，在全系統中排名第1名。本站可與台鐵新烏日站及高鐵台中站進行轉乘。
| 年   | 年間      | 年間      | 年間      | 單日平均 | 單日平均 |
| 年   | 進站      | 出站      | 進出站計  | 進站     | 進出站   |
| ---- | --------- | --------- | --------- | -------- | -------- |
| 2022 | 1,822,146 | 1,604,786 | 3,426,932 | 4,992    | 9,389    |

## 車站周邊
- 高鐵台中站
- 新烏日車站
- 臺中國際展覽館
- 國泰人壽烏日跨境電子商務產業園區
- 林新醫院烏日分院
- 成功嶺營區

## 轉乘資訊
台鐵
- 臺中線：新烏日車站

高鐵
- 台中站

其他公車
- 通往高鐵站出口6轉乘其他客運。
- 151路、155路、157路、159路-160路-161路等高鐵快捷公車往台中市區
- 通往高鐵站出口6轉乘南投客運往埔里、日月潭、草屯、南投或彰化客運中鹿客運往鹿港、彰化等方向

### 臺中市公車
- 新烏日車站：

| 路線編號        | 營運區間                                                   | 經營業者   | 備註 |
| --------------- | ---------------------------------------------------------- | ---------- | --- |
| 3               | 東山高中－新烏日車站                                       | 統聯客運   | 經太平澄清醫院、中平國中、長億高中、慈明高中、光正國中、修平科技大學、大里高中、臺中高工、明道中學 全線部分低底盤無障礙公車；車輛配置一車雙機                                               |
| 39              | 新烏日車站－立新國小                                       | 建明客運   | 經烏日區公所、五張犁、大里農會、大里仁愛醫院、興大附中、立人高中 |
| 56              | 干城－嶺東科技大學－新烏日車站                             | 統聯客運   | 經臺中一中（一中商圈）、大墩文化中心、國立臺灣美術館、哈魚碼頭、彩虹眷村 全線部分低底盤無障礙公車；車輛配置一車雙機                                                                         |
| 74              | 太平國小－潭子車站－－朝馬轉運站－－新烏日車站－仁友停車場 | 中鹿客運   | 環中太平新幹線 經太平運動場、勤益科技大學、國軍臺中總醫院、高鐵台中站、彩虹眷村、嶺東科技大學 全線低底盤無障礙公車；全數為電動客車；全數配置一車雙機；全線站名附客語報站，提供Wi-Fi連線服務 |
| 93              | 海環線 （新烏日車站－大甲區銅安厝）                        | 台中客運   | 經成功嶺、王田、追分、大肚車站、龍井、沙鹿光田醫院、清水高中、清水、甲南、大甲高中、大甲車站、幼獅工業區（中山路） 全線部分低底盤無障礙公車；車輛配置一車雙機                               |
| 101             | 彰化車站－新烏日車站－－敦化公園（敦化七街口）             | 台中客運   | 經水湳、臺中二中、中央市場、臺中車站、國立公共資訊圖書館、臺灣高等法院臺中分院、成功嶺、王田（成功車站） 為市區公車少數行駛至彰化縣者 全線配置低底盤無障礙公車；車輛配置一車雙機            |
| 102             | 干城站－－沙鹿（第一銀行）                                 | 台中客運   | 平日三班次進大道國中，寒暑假則不進大道國中 經臺中車站、龍井區公所、大肚、追分、王田、成功嶺、烏日、明道中學、九張犁。 全線部分低底盤無障礙公車（低機率）                                    |
| 133             | 新烏日車站－朝陽科技大學                                   | 台中客運   | 經明道中學、九張犁、進士公園、仁化里、成功路、台影文化城（舊址），與全航客運158路營運區間不同 全線配置低底盤無障礙公車；車輛配置一車三機                                                    |
| 台中市公車248路 | 新烏日車站－修平科技大學                                   | 台中客運   | 經青年中學、大里圖書館、瑞城國小 全線低底盤無障礙公車；全數配置一車雙機 |
| 281副           | 臺中車站（干城）－烏日－霧峰農工                           | 中台灣客運 | 繞駛新烏日車站，經烏日國中、光德國中、明道中學、烏日區公所、五光路、五光國小 全線部分低底盤無障礙公車；車輛配置一車雙機                                                                     |
| 617             | 臺中港旅客服務中心－－－仁友停車場                         | 中鹿客運   | 經梧棲農會、童綜合醫院（梧棲院區）、龍井車站、龍井區公所、大肚車站、大肚區公所、大道國中、追分、王田、成功嶺、彩虹眷村、嶺東科技大學                                                        |

- 高鐵台中站：

| 路線號碼 | 營運區間                                       | 營運業者            | 月台配置                                | 備註 |
| -------- | ---------------------------------------------- | ------------------- | --------------------------------------- | --- |
| 26       | 新民高中－嶺東科技大學                         | 台中客運            | 第15月台                                | 經臺中科技大學（一中商圈）、第二市場、公館、崇倫國中、靜和醫院、土庫、南屯區公所、萬和國中 全線部分低底盤無障礙公車（低機率） |
| 33       | 僑光科技大學－高鐵臺中站                       | 台中客運            | 第17月台                                | 僑光科技大學端點為文修停車場。經逢甲大學（逢甲商圈）、新光三越、文華高中、天津路商圈、臺中車站、中興大學、臺中高工、樹仔腳、九張犁、明道中學、烏日區公所 全線部分低底盤無障礙公車；部分車輛配置一車三機                                                            |
| 37       | 橫山－臺中車站－高鐵臺中站                     | 中台灣客運          | 第18月台                                | 經僑光科技大學、逢甲大學（逢甲商圈）、自然科學博物館（植物園）、公共資訊圖書館、臺灣高等法院臺中分院、臺中高工、明道中學、烏日、九張犁 全線部分低底盤無障礙公車；車輛配置一車雙機                                                                                  |
| 70       | 嶺東科技大學→第一廣場→嶺東科技大學             | 台中客運            | 第15月台                                | 經臺中科技大學（一中商圈）、廣三SOGO、烏日啤酒廠、彩虹眷村 單循環路線，第一廣場後為返程 全線部分低底盤無障礙公車；車輛配置一車雙機 |
| 70A      | 第一廣場→嶺東科技大學                          | 台中客運            | 第15月台                                | 單循環班次，僅單向行駛 |
| 70B      | 嶺東科技大學→第一廣場                          | 台中客運            | 第15月台                                | 單循環班次，僅單向行駛 |
| 82       | 水湳－高鐵臺中站                               | 台中客運            | 第15月台                                | 水湳端點為貿易三村 經臺中車站、臺中文化創意園區、國立公共資訊圖書館、臺灣高等法院臺中分院、臺中高工、明道中學 全線部分低底盤無障礙公車；車輛配置一車雙機 |
| 99       | 精武車站－嶺東科技大學                         | 中鹿客運            | 第16月台                                | 經臺中科技大學（一中商圈）、好市多、豐樂公園、大慶車站、彩虹眷村 全線部分低底盤無障礙公車 |
| 99延     | 精武車站－臺中區監理所(遊園路)                 | 中鹿客運            | 第16月台                                | 延駛路線，經望高寮、清新溫泉飯店 |
| 151      | 臺中市議會－朝陽科技大學                       | 中台灣客運          | 往朝陽科大：第14月台 往市政府：第16月台 | 霧峰新幹線公車 台中市區非逐站停靠 經霧峰市區、亞大附醫、霧峰區林森路 全線部分低底盤無障礙公車，部分車輛提供Wi-Fi連線服務 |
| 151A     | 朝陽科技大學－臺中市議會                       | 中台灣客運          | 第16月台                                | 往市政府方向，非逐站停靠，不經亞洲大學、亞大附醫 |
| 153      | 高鐵臺中站－－新市政中心－－－谷關             | 豐原客運            | 第21月台                                | 谷關新幹線公車 台中市區非逐站停靠 經市警局 全線部分單門低底盤無障礙公車，車輛提供Wi-Fi連線服務，站名附客語報站 |
| 153區    | 高鐵臺中站－－新市政中心－－－東勢高工         | 豐原客運            | 第21月台                                | 谷關新幹線公車（區間車） 非逐站停靠 全線部分單門低底盤無障礙公車，車輛提供Wi-Fi連線服務，站名附客語報站 |
| 153延    | 高鐵臺中站－－新市政中心－－－八仙山森林遊樂區 | 豐原客運            | 第21月台                                | 谷關新幹線公車 台中市區非逐站停靠 經市警局 全線部分單門低底盤無障礙公車，車輛提供Wi-Fi連線服務，站名附客語報站 |
| 155      | 高鐵臺中站－－新市政中心－麗寶樂園             | 中台灣客運          | 第21月台                                | 后里新幹線公車 台中市區非逐站停靠 經后里馬場、后里車站、后里國小、下后里、后里區公所 全線部分低底盤無障礙公車，部分車輛提供Wi-Fi連線服務，站名附客語報站 |
| 155副    | 高鐵臺中站－統聯轉運站－－麗寶樂園             | 中台灣客運          | 第21月台                                | 后里新幹線公車 由高鐵臺中站經后里馬場、后里車站、中科后里園區、泰安服務區 全線部分低底盤無障礙公車，部分車輛提供Wi-Fi連線服務，站名附客語報站 |
| 156      | 臺中國際機場－－高鐵臺中站                     | 台中客運            | 第17月台                                | 大雅新幹線公車 非逐站停靠 經大雅、六張犁、國際會展中心 全線配置低底盤無障礙公車；車輛配置一車三機，車輛提供Wi-Fi連線服務，站名附客語報站 |
| 158      | 高鐵臺中站－朝陽科技大學                       | 全航客運            | 第14月台                                | 經大慶車站、中山醫學大學、臺中科技大學（民生校區）、臺中車站、臺中公園、興大附農、國立中興大學、國光橋、大里仁愛醫院、興大附中、大里仁愛醫院、立人高中、修平科技大學、朝陽科技大學，與臺中客運133路營運區間不同 全線部分低底盤無障礙公車（低機率），站名附客語報站 |
| 159      | 高鐵臺中站－臺中公園                           | 統聯客運            | 第13月台                                | 非逐站停靠 經臺中一中、莒光新城、中山堂、科博館、公益公園、土庫停車場、中山醫學大學 全線部分低底盤無障礙公車；車輛配置一車雙機，站名附客語報站 |
| 160      | 高鐵臺中站－文修停車場                         | 和欣客運            | 第12月台                                | 非逐站停靠。 經逢甲大學、和欣客運朝馬轉運站、黎明新村、哈魚碼頭、僑光科技大學 全線部分低底盤無障礙公車；部分車輛配置一車三機，站名附客語報站 |
| 161      | 高鐵臺中站－－朝馬－中科管理局                 | 和欣客運            | 第11月台                                | 非逐站停靠 經朝馬、福華飯店、中港澄清醫院、臺中榮總（東海大學）、國安國宅、宜寧高中 全線部分低底盤無障礙公車；部分車輛配置一車三機，站名附客語報站 |
| 242      | 高鐵臺中站－吉星社區                           | 統聯客運 中台灣客運 | 第20月台                                | 經中山醫學大學、五權車站、公共資訊圖書館、臺中家商、臺中車站、新建國市場、育英國中、長安醫院、光華高工 全線配置無障礙低底盤公車 |
| 365      | 高鐵臺中站－國安社區（宜寧中學）               | 台中客運            | 第11月台                                | 臺灣大道路段行駛公車專用道，專用道上每站皆停 經豐樂公園、文心森林公園、忠明高中、西屯郵局、榮總北院 全線低底盤無障礙公車；全數配置一車雙機；全線站名附客語報站，提供Wi-Fi連線服務                                                                                  |
| 綠1      | 北屯總站－仁友停車場                           | 中鹿客運            | 第16月台                                | 原800路公車，「綠1」走Ｓ型路線，初步以台灣大道為分界，北段以漢口路為主要幹道；南段改走大墩路，希望透過公車接駁，擴大捷運服務路廊，串接居民到附近的捷運站。 |

## 相片集

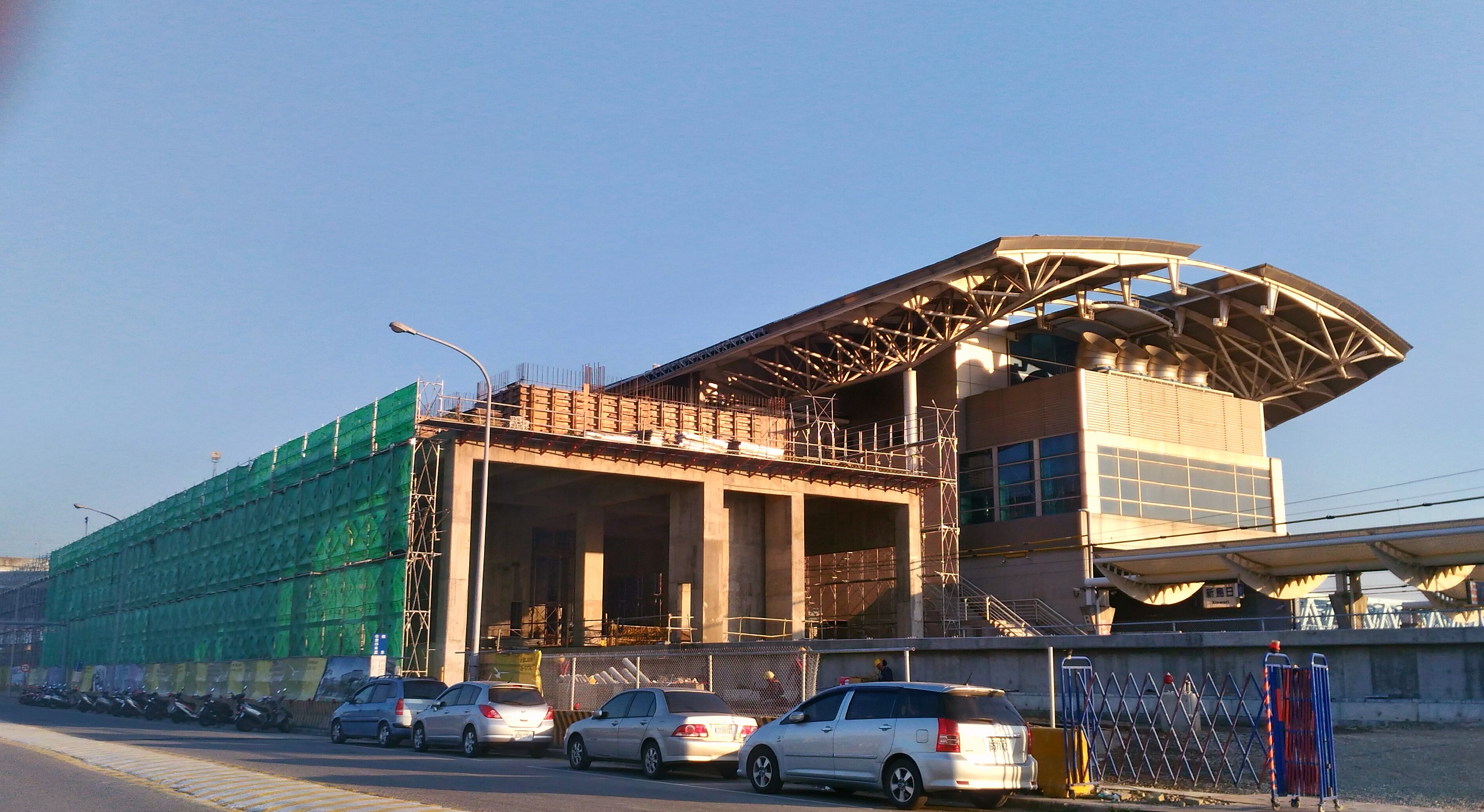
於2016年12月工程狀態
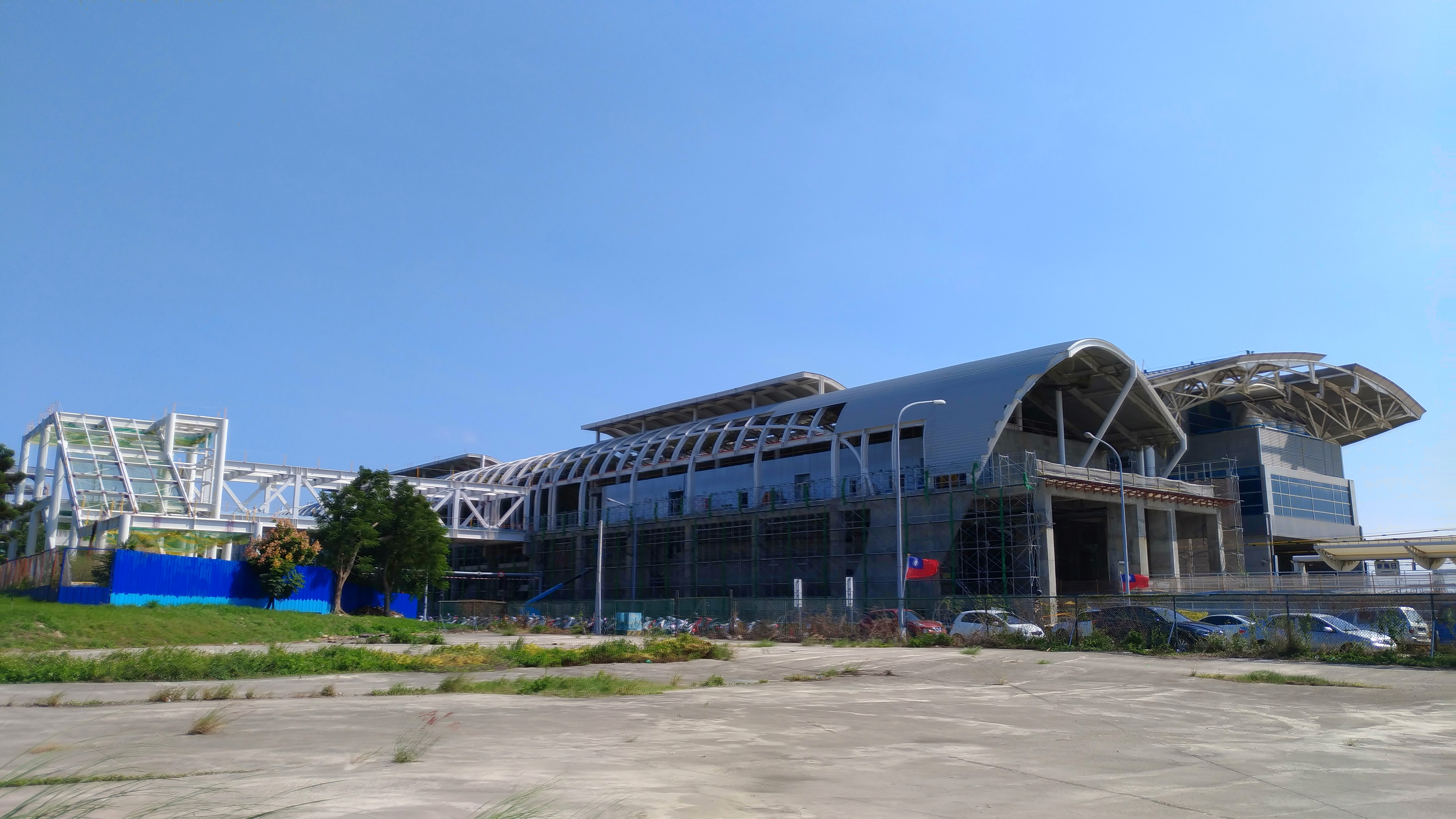
於2017年10月工程狀態

## 外部連結
- 捷運綠線(公開)
- 高鐵臺中站（台中捷運股份有限公司） （页面存档备份，存于）